# Galesburg (Illinois)
Galesburg – miasto w Stanach Zjednoczonych, w stanie Illinois, siedziba administracyjna hrabstwa Knox.